# Quicksand (canción)
Quicksand es el sencillo debut del cantautor británico Tom Chaplin, publicado el 26 de agosto de 2016.

## Video musical
El videoclip, dirigido por Mike Baldwin, fue publicado el 25 de agosto de 2016 a través del canal de YouTube del cantante.